# گوشت خزندگان ۳: گونه‌های اولیه
گوشت خزندگان ۳: گونه‌های اولیه (انگلیسی؛ Carnosaur 3: Primal Species) یک فیلم ترسناک و علمی تخیلی آمریکایی که در سال ۱۹۹۶ منتشر شد. این فیلم دنباله‌ای بر فیلم گوشت خزندگان ۲ (۱۹۹۵) است و آخرین قسمت از سه‌گانه از این مجموعه فیلم محسوب می‌شود. در این فیلم اسکات ولنتاین، جنت گان، ریک دین، راجر هالستون و آنتونی پک به ایفای نقش پرداخته‌اند. این فیلم یک تیم نظامی را دنبال می‌کند که سعی می‌کنند چندین دایناسور بازسازی شده ژنتیکی را دستگیر کنند. همچنین این فیلم نقدهای منفی از منتقدان دریافت کرد.